# Rifo Dobra
MgA. Rifo Dobra (* 14. dubna 1952, Priština) je původem albánský fotograf z Kosova.

## Raný život a vzdělání
Narodil se v kosovském hlavním městě Prištině, a krátce po dokončení střední školy se přestěhoval do tehdejšího Československa, kde našel zaměstnání coby asistent kamery v Československé televizi v Praze. Od roku 1972 studoval kameru pod vedením profesora Jána Šmoka na pražské FAMU, kde studium úspěšně dokončil v roce 1978.

## Kariéra
I přesto, že se oficiálně stal profesionálním kameramanem, nikdy nepřestal fotografovat (podobně, jako tomu bylo u dalších jeho kolegů). Jeho první fotografické experimenty přišly už ve věku 15 let. První publikování jeho fotografií v jugoslávském tisku následovala participace v několika mezinárodních výstavách. Kromě fotografie reklamní, tvorby materiálů pro kalendáře nebo knihy a jiné Dobra stále více inklinoval k fotografii umělecké, která se postupně stala jeho hlavním zaměřením. Zlatá medaile v národní soutěži v Jugoslávii a stříbrná v mezinárodní byly následovány první osobní výstavou v Prištině v roce 1977, a několika dalšími v Československu (Praha), Německu (Kassel, Berlín), a dalších evropských státech.

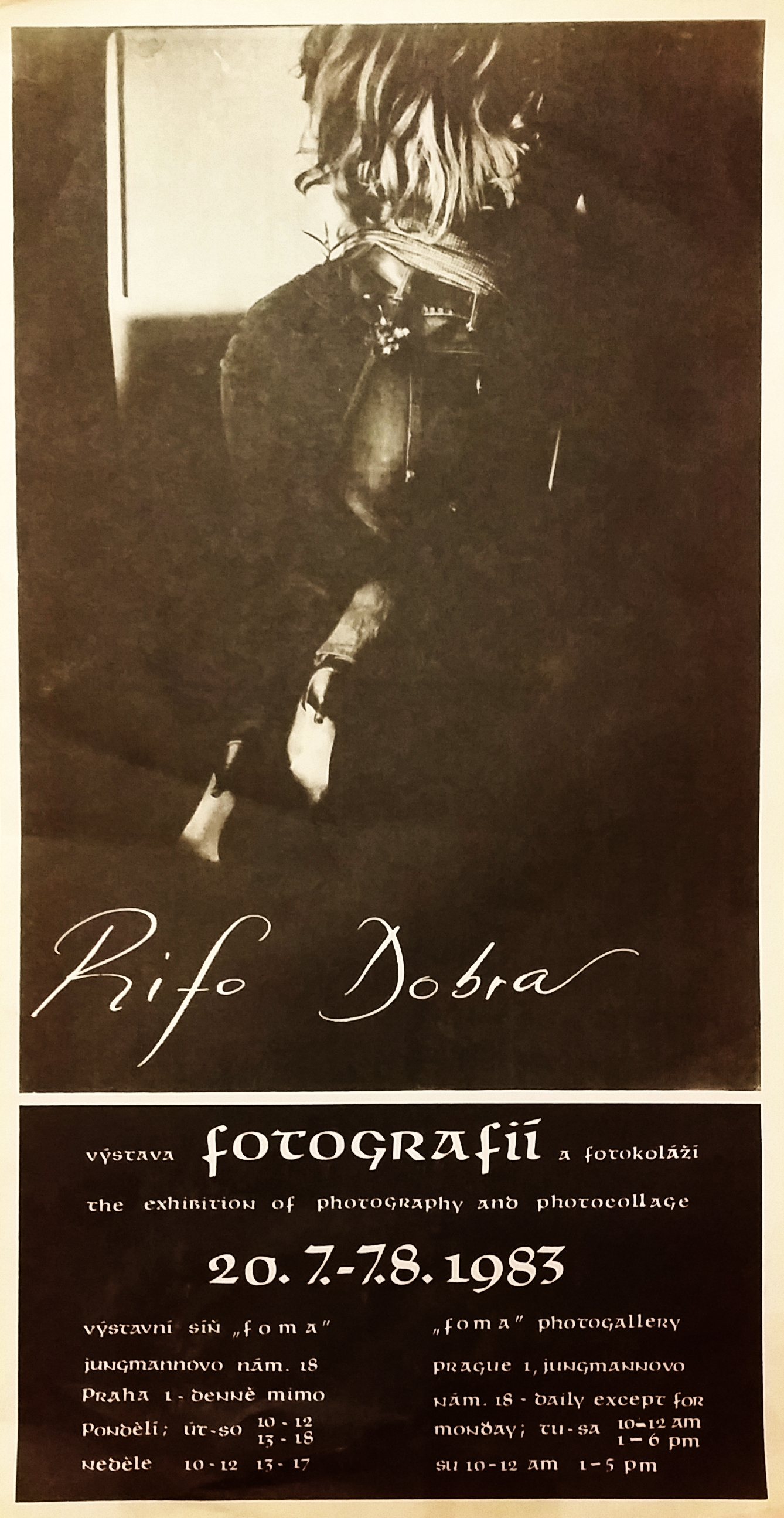
Plakát k jedné z autorových výstav v Praze

V roce 1991 Dobra v Praze založil první komerční fotografickou galerii v tehdejším Československu, která během 90. let organizovala nebo se jinak účastnila několika velkých fotografických výstav. Některé z nich byly benefičního rázu, např. výstava v prostorách Senátu České republiky v roce 1999, jejímž prostřednictvím byly získány finanční prostředky na pomoc uprchlíkům v rámci války v Kosovu, nebo výstava v pražské Kotvě v roce 2000, která měla za cíl pomoci nemocným rakovinou prsu.

### Dílo

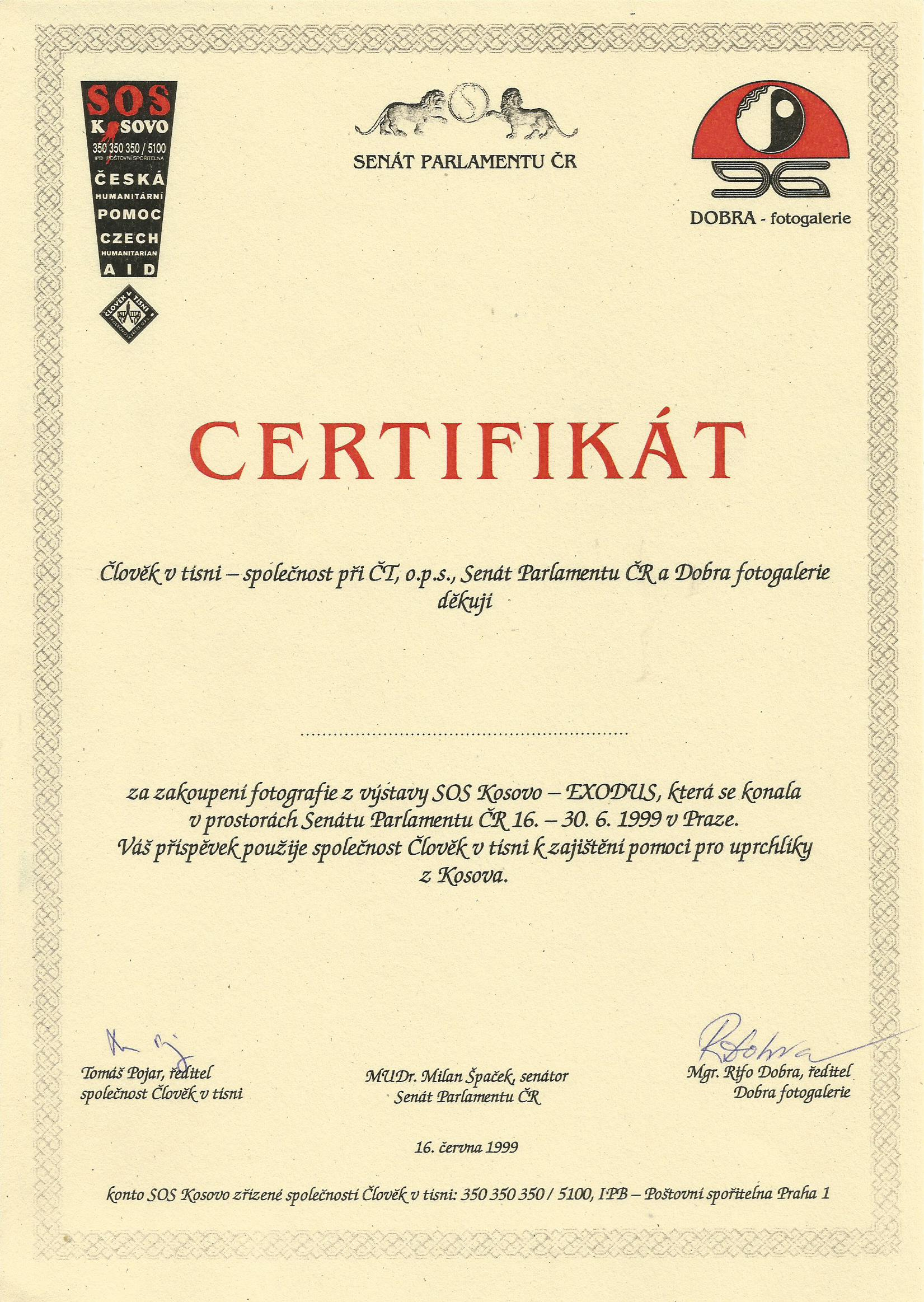
Certifikát z výstavy na podporu kosovských uprchlíků, organizované spolu se spolkem Člověk v tísni roku 1999.

Rifo Dobra tvoří takřka exkluzivně ručně kolorované černobílé fotografie, kdy kolorování samotné představuje specifický výrazový prostředek. Dobrovy práce jsou většinou zátiší, založená na abstraktních motivech (např. vejce coby symbol života), vzájemně kontrastujících prvcích (kousek melounu vložený do košíku starého bicyklu) a surrealistických vizích, které jsou občas vzdáleně inspirovány tvorbou klasických surrealistických malířů (např. René Magritte). Dobrovo dílo, je úzce provázáno s poetikou melancholie, jíž často posiluje využití staré, plesnivějící zdi coby pozadí, a dalších viditelně omšelých předmětů. Ty jsou často kladeny do kontrastu s věcmi novými a křehkými.